# Daniel Amadeus Neander
Pour les articles homonymes, voir Neander.
Daniel Amadeus Neander (né le 17 novembre 1775 à Lengefeld et mort le 18 novembre 1869 à Berlin) est un théologien protestant prussien, surintendant général et évêque.

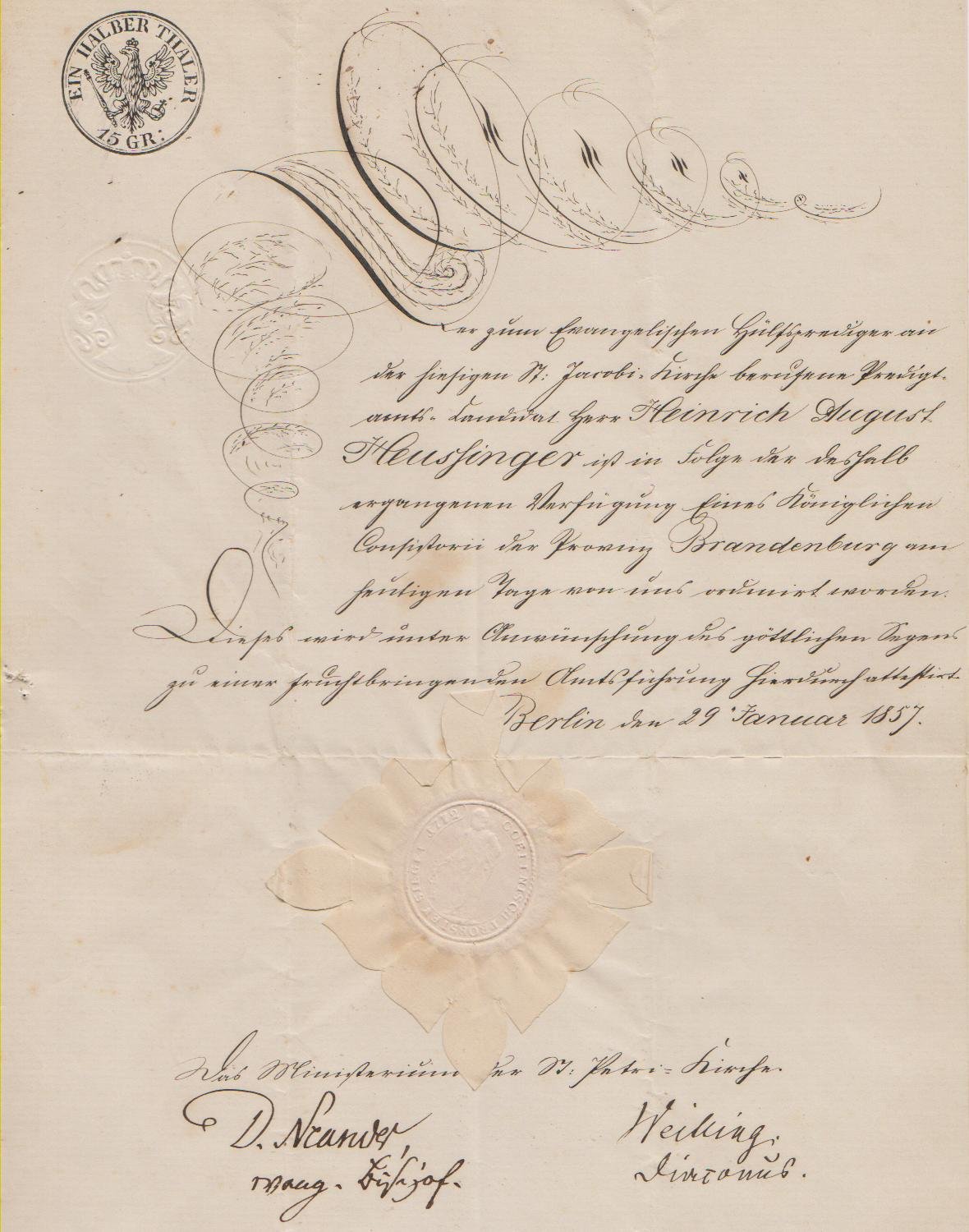
Certificat d'ordination signé par Daniel Neander dans l' le 29 janvier 1857

## Biographie
Neander est le fils du tisserand de tissus et de lin Johann Gottlob Neander. Il étudie à l'école de Chemnitz et étudie la théologie à l'Université de Leipzig. En 1800, il devient précepteur à Dresde. En 1805, il est nommé pasteur à Flemmingen, où il est témoin de l'annexion de sa communauté royale saxonne par la Prusse en 1816 et de son intégration à la province de Saxe. Sur la recommandation du roi Frédéric-Guillaume III, Neander devient conseiller consistorial et surintendant de l'arrondissement ecclésiastique de Mersebourg en 1817. Il se fait un nom grâce à l'incorporation de son arrondissement ecclésiastique dans l'Église protestante de Prusse. En 1823, il devient prévôt de l'Église Saint-Pierre de Berlin-Cölln, à l'époque le bureau clérical le plus élevé de Berlin, et conseiller consistorial en chef du consistoire de Brandebourg. Dans la capitale prussienne, il devient un conseiller influent du monarque et conférencier du ministre de l'Éducation, Karl vom Stein zum Altenstein. Le roi donne à Neander le titre d'évêque en 1830, purement comme une marque d'honneur. En 1865, il prend sa retraite en tant que prévôt. Dans les années 1829-1853, il est également le premier surintendant général de la Marche-Électorale, qui comprend la direction du consistoire de la province de Brandebourg en rotation avec les autres surintendants généraux.
Il préside le premier synode provincial de la Marche (automne 1844) et le premier synode général de l'Église protestante d'État de Prusse - désormais rebaptisée - (été 1846). Lorsque, à cette occasion, le parti des éveillés, soulevé par la remise en question du Credo par Julius Rupp, exige que la lettre des confessions de foi soit rendue obligatoire, Neander réplique : "Ces confessions de foi ne sont après tout qu'une exhortation apostolique à veiller au sens des thèmes énumérés ici". En 1850, Neander devient membre du Conseil supérieur de l'Église protestante, l'autorité suprême de l'Église protestante de Prusse, et y exerce ses fonctions jusqu'à peu de temps avant sa mort. Sa tombe se trouve au cimetière Saint-Pierre de Berlin (de).

## Œuvres (sélection)
- Die erste merkwürdige Geistererscheinung des 19ten Jahrhunderts. Arnoldi, Dresden 1805 (Digitalisat).
- Eine Predigt bei der Todtenfeier der im Kampfe für das Vaterland gefallenen preußischen Krieger, gehalten am 4ten July 1816.
- Predigten über auserlesene Stellen der heiligen Schrift im Jahre 1825 in der Hof- und Domkirche zu Berlin gehalten. Mittler, Berlin 1826 (Digitalisat).